# Mariangela Parravicini
Mariangela Fabiana Parravicini (* 7. Mai 1986 in Tirano) ist eine ehemalige italienische Freestyle-Skierin. Sie war auf die Disziplinen Moguls und Dual Moguls (Buckelpiste) spezialisiert.

## Werdegang
Parravicini nahm im Dezember 2002 in Madonna di Campiglio erstmals am Freestyle-Skiing-Weltcup teil, wobei sie den 25. Platz im Moguls errang. Nachdem sie in der Saison 2003/04 zweimal im Europacup gewinnen konnte, erreichte sie in der Saison 2004/05 in Tignes mit dem 21. Platz ihre beste Platzierung im Weltcup und zum Saisonende mit dem 33. Platz im Moguls-Weltcup ihr bestes Gesamtergebnis. Bei den Weltmeisterschaften 2005 in Ruka belegte sie den 24. Platz im Moguls und den 17. Rang im Dual Moguls. In der Saison 2005/06 kam sie bei den Olympischen Winterspielen 2006 in Turin auf den 23. Platz im Moguls und absolvierte in Madonna di Campiglio ihren 17. und damit letzten Weltcup, welchen sie auf dem 25. Platz im Moguls beendete.

## Erfolge

### Olympische Spiele
- 2006 Turin: 23. Platz Moguls

### Weltmeisterschaften
- 2005 Ruka: 17. Platz Dual Moguls, 24. Platz Moguls

### Weltcupwertungen
| Saison  | Gesamt | Gesamt | Moguls | Moguls |
| Saison  | Platz  | Punkte | Platz  | Punkte |
| ------- | ------ | ------ | ------ | ------ |
| 2002/03 | 96.    | 1      | 42.    | 4      |
| 2003/04 | –      | –      | 44.    | 2      |
| 2004/05 | 102.   | 2      | 33.    | 27     |
| 2005/06 | 133.   | 1      | 42.    | 15     |

### Europacup
- 3 Podestplätze, davon 2 Siege